# Google Play
Google Play, dawniej Android Market – internetowy sklep Google z aplikacjami, grami, muzyką, książkami, magazynami, filmami i programami TV. Treści ze sklepu są przeznaczone do korzystania za pomocą urządzeń działających pod kontrolą systemów operacyjnych Android, Wear OS, Android TV, ChromeOS lub Chromium OS. Google Play powstało w wyniku przekształcenia Google Music (uruchomiony 11 listopada 2011) oraz Android Market (uruchomiony 22 października 2008) w ujednoliconą usługę. 12 kwietnia 2012 udostępniono polskim deweloperom możliwość sprzedaży programów.

## Aplikacje
W kwietniu 2013 w Google Play znajdowało się 850 tys. aplikacji. Do 15 maja 2013 zanotowano 48 miliardów instalacji aplikacji z Google Play.
| Data          | Liczba aplikacji | Liczba pobrań aplikacji |
| ------------- | ---------------- | ----------------------- |
| marzec 2009   | 2300             |                         |
| grudzień 2009 | 20 000           |                         |
| sierpień 2010 | 80 000           | 1 miliard               |
| maj 2011      | 200 000          | 3 miliardy              |
| lipiec 2011   | 250 000          | 6 miliardów             |
| listopad 2011 | 370 000          | 7 miliardów             |
| grudzień 2011 | 370 000          | 10 miliardów            |
| styczeń 2012  | 400 000          |                         |
| luty 2012     | 450 000          |                         |
| lipiec 2013   | 1 000 000        | 50 miliardów            |
| sierpień 2014 | 1 400 000        | 160 miliardów           |
| grudzień 2015 | 1 500 000        | 200 miliardów           |
| luty 2017     | 2 700 000        |                         |

## Filmy i seriale telewizyjne
W usłudze Google Play udostępniono tysiące filmów i seriali, z czego część w jakości HD. Istnieje możliwość wypożyczenia materiału celem jego jednokrotnego obejrzenia bezpośrednio na stronie Google Play lub korzystając z aplikacji Google Play Movies w systemie Android. Użytkownicy mogą także pobrać film na własność, by obejrzeć go później przy pomocy programu Google Play Movie. Usługa ta jest dostępna w Stanach Zjednoczonych, Wielkiej Brytanii, Kanadzie, Japonii, Polsce i Rosji.

## Muzyka
16 listopada 2011 roku Google uruchomiło usługę Google Music, która 6 marca 2012 roku została przekształcona w Google Play.
Google Play Music to internetowy sklep z muzyką współpracujący m.in. z takimi wytwórniami muzycznymi jak Universal Music Group, EMI czy Sony Music. Serwis pozwala także za miesięczną opłatą przesyłać strumieniowo muzykę. Usługa początkowo dostępna była tylko w Stanach Zjednoczonych. 13 listopada została udostępniona także w Hiszpanii, Francji, Niemczech, Włoszech i Wielkiej Brytanii, a następnie w Polsce.

## Książki
W usłudze Google Play udostępniono ponad trzy miliony e-booków, z czego większość dostępnych jest do pobrania za darmo. Książki można czytać bezpośrednio na stronie Google Play lub korzystając z aplikacji w systemie Android. E-booki są dostępne w Stanach Zjednoczonych, Wielkiej Brytanii, Kanadzie, Niemczech, Australii, a także w Polsce. 